# 저우톈청

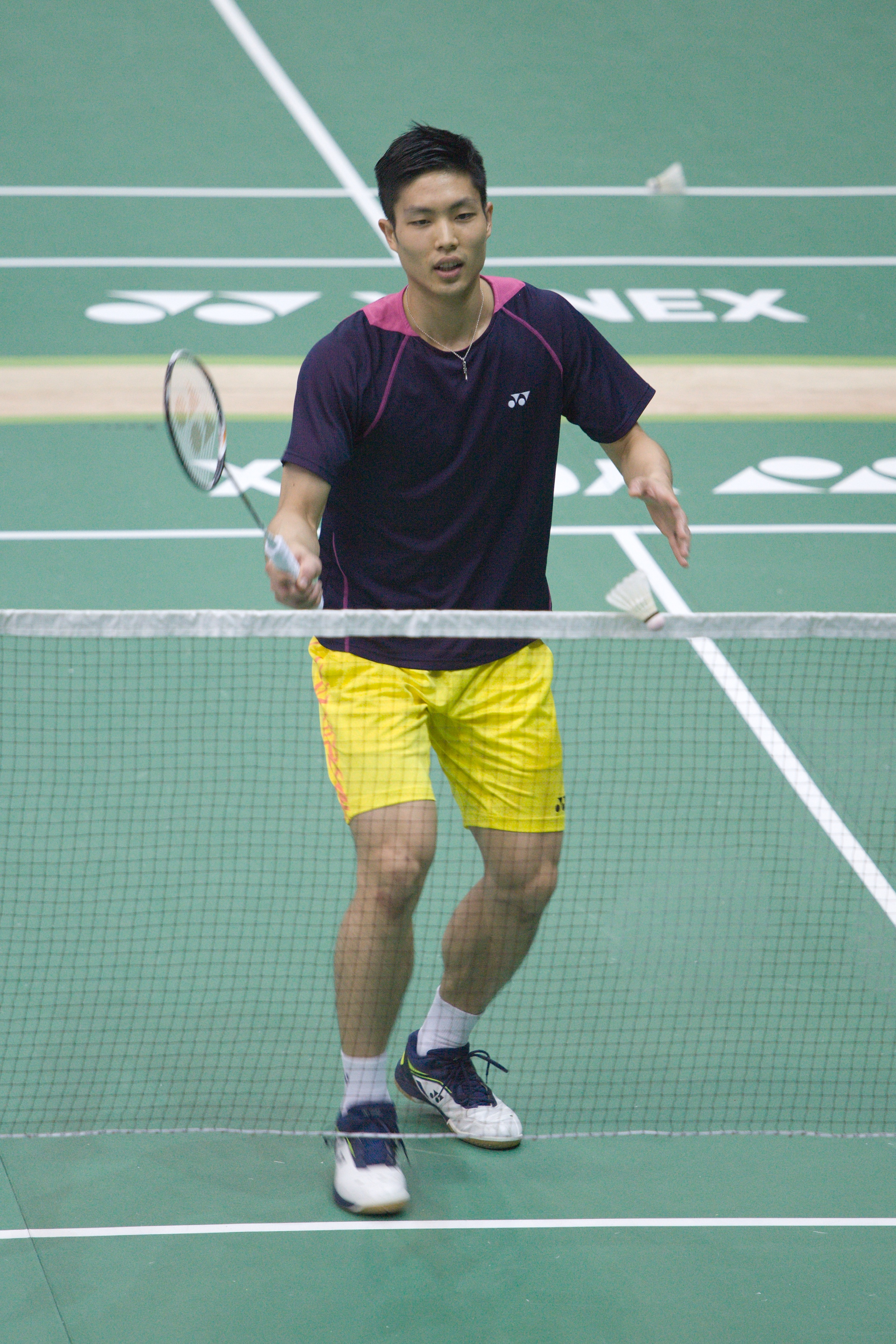
2018년 사진

저우톈청(중국어: 周天成, 병음: Zhōu Tiānchéng, 한자음: 주천성, 1990년 1월 8일 ~ )은 대만의 남자 단식 배드민턴 선수이다. 타이베이시 출신.